# Quartile
Cet article possède des paronymes, voir Quantile et Quintile.

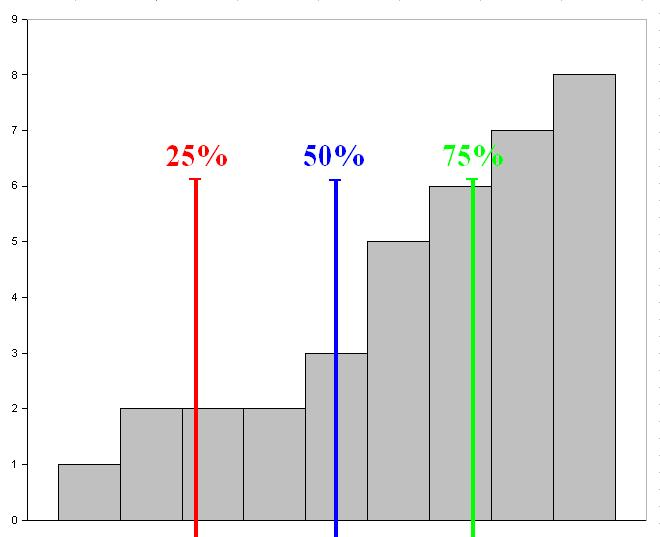
Histogramme avec représentation visuelle des quartiles.

En statistique descriptive, un quartile est chacune des trois valeurs qui divisent les données triées en quatre parts égales, de sorte que chaque partie représente 1/4 de l'échantillon de population. Le quartile fait partie des quantiles.

## Calcul des quartiles
Pour des distributions discrètes, il n'y a pas de définition univoque des quartiles. Nous proposons ci dessous une méthode parmi les différentes utilisées en pratique.
Le quartile est calculé en tant que 4-quantiles :
- le 1er quartile est la donnée de la série qui sépare les 25 % inférieurs des données (notation Q1) ;
- le 2e quartile est la donnée de la série qui sépare les 50 % inférieurs des données (notation Q2) ;
- le 3e quartile est la donnée de la série qui sépare les 75 % inférieurs des données (notation Q3) ;
- par extension : le 0e quartile est la donnée de la série qui sépare les 0 % inférieurs des données (notation Q0, c'est le minimum) et le 4e quartile est la donnée de la série qui sépare les 0 % supérieurs des inférieurs des données (notation Q4, c'est le maximum).

La différence entre le troisième quartile et le premier quartile s'appelle écart interquartile ; c'est un critère de dispersion de la série.
Pour le détail des différentes méthodes de calcul, voir l'article quantile. 
Dans le cas discret, on range les données par ordre croissant. S'il y a N valeurs :
- le quartile zéro (minimum) est celui qui a le rang 1 ;
- le premier quartile est celui qui a le rang {\displaystyle (N+3)/4} ;
- le deuxième quartile (médiane) est celui qui a le rang {\displaystyle (2N+2)/4} donc {\displaystyle (N+1)/2} ;
- le troisième quartile est celui qui a le rang {\displaystyle (3N+1)/4} ;
- le quatrième quartile est celui qui a le rang N.

Exemple :
Les valeurs dans l'ordre croissant 1, 11, 15, 19, 20, 24, 28, 34, 37, 47, 50, 61, 68.
Le nombre de valeurs est N = 13.
Calcul de Q1 : on divise (l'effectif total plus 3) par 4 (quartile)
{\displaystyle {N+3 \over 4}={16 \over 4}=4}
Le 1er quartile est la 4e valeur, c'est-à-dire 19.
Calcul de Q3 : Pour Q3 on procède de la même façon mais on multiplie le rang obtenu par 3 :
{\displaystyle {3N+1 \over 4}={3\times 13+1 \over 4}={40 \over 4}=10}
La 10e valeur est 47 donc Q3 = 47.
Calcul de la médiane : on divise (l'effectif total plus 1) par 2 (quartile)
{\displaystyle {N+1 \over 2}={13+1 \over 2}={14 \over 2}=7}
La médiane est la 7e valeur soit 28 (c'est la valeur du milieu).
Les cinq quartiles : finalement, les cinq quartiles de la série sont 1, 19, 28, 47 et 68.

Quand le rang d'un quartile n'est pas une valeur entière : quand les fractions {\displaystyle (N+3)/4}, {\displaystyle (N+1)/2} ou {\displaystyle (3N+1)/4} ne sont pas des valeurs entières, on procède par interpolation linéaire. On fait la moyenne de la valeur située au-dessus du rang et de celle située au-dessous du rang, en affectant chaque valeur d'un coefficient. Plus précisément, on note {\displaystyle R_{\mathrm {inf} }} la valeur située en dessous du rang et {\displaystyle R_{\mathrm {sup} }} la valeur située au-dessus :
- Si le rang se termine par 0,25, alors le quartile est la moyenne entre {\displaystyle R_{\mathrm {inf} }} affectée du coefficient 3 et de {\displaystyle R_{\mathrm {sup} }} affectée du coefficient 1.
- Si le rang se termine par 0,5, alors le quartile est la moyenne entre {\displaystyle R_{\mathrm {inf} }} et {\displaystyle R_{\mathrm {sup} }} (sans coefficient).
- Si le rang se termine par 0,75, alors le quartile est la moyenne entre {\displaystyle R_{\mathrm {inf} }} affectée du coefficient 1 et de {\displaystyle R_{\mathrm {sup} }} affectée du coefficient 3.

Exemple :
Les valeurs dans l'ordre ascendant 1, 11, 15, 19, 20, 24, 28, 34, 37, 47, 50, 61.
Le nombre de valeurs est N = 12.
Calcul de Q1 : on divise (l'effectif total plus 3) par 4 (quartile)
{\displaystyle {N+3 \over 4}={15 \over 4}=3.75}
Le 1er quartile est la moyenne entre la valeur 15 affectée du coefficient 1 et la valeur 19 affectée du coefficient 3. 
{\displaystyle {15\times 1+19\times 3 \over 1+3}={72 \over 4}=18}
Le quartile Q1 est 18.
Calcul de Q3 : Pour Q3 on procède de la même façon :
{\displaystyle {3N+1 \over 4}={3\times 12+1 \over 4}={37 \over 4}=9.25}
Le 3e quartile est la moyenne entre la valeur 37 affectée du coefficient 3 et la valeur 47 affectée du coefficient 1. 
{\displaystyle {37\times 3+47\times 1 \over 3+1}={158 \over 4}=39.5}
Le quartile Q3 est 39,5.

Calcul de la médiane : on divise (l'effectif total plus 1) par 2 (quartile)
{\displaystyle {N+1 \over 2}={12+1 \over 2}={13 \over 2}=6.5}
La médiane est la moyenne entre les 6e et 7e valeurs soit la moyenne entre 24 et 28 et donc Q2 = 26.
Les cinq quartiles : finalement, les cinq quartiles de la série sont 1 ; 18 ; 26 ; 39,5 et 61.